# Was liest du?
Was liest du? war eine zwischen 2003 und 2010 ausgestrahlte Sendung des WDR, in der Jürgen von der Lippe zusammen mit prominenten Gästen je zwei bis drei Bücher vorstellte.
Von der Lippe und seine Gäste präsentierten regelmäßig zur Sommer- und zur Winterzeit ihre Lieblingsbücher in der 30-minütigen Sendezeit. Ausgestrahlt wurde die Sendung meist sonntags von 23:15 Uhr bis 23:45 Uhr. Die ausgewählten Bücher zeichnen sich durch einen hohen Spaßfaktor beim Lesen aus, was auch dem Motto der Sendung entspricht: „Lesen soll Spaß machen“. Einzige Bedingung ist, dass die Bücher von eher unbekannten Autoren stammen.
Gäste der Show waren unter anderem Harald Schmidt, Cordula Stratmann, Annette Frier und Dirk Bach.
In einem dreistündigen „Best of“ in der Nacht vom 28. Juni 2008 stellte sich von der Lippe zudem den Fragen zahlreicher Zuschauer und präsentierte Ausschnitte aus vorherigen Sendungen, so zum Beispiel mit Hape Kerkeling und Carolin Kebekus. Insgesamt gab es drei Buchnächte, in der letzten Live-Sendung vom 12. Dezember 2010 verkündete von der Lippe das Ende des Formates von Seiten des Senders her.
Am 15. Juni 2014 gab der WDR bekannt, dass es auf vielfachen Zuschauerwunsch zwei weitere Ausgaben geben solle, die jeweils samstags am 29. November und am 6. Dezember 2014 im WDR gezeigt wurden.
Seit 2017 moderiert Jürgen von der Lippe auf seinem YouTube-Kanal die Sendung Lippes Leselust, die eine Fortsetzung seiner Sendung Was liest du? darstellt. Die Sendung wird in den Wühlmäusen in Berlin aufgezeichnet.

## Liste der Folgen und der empfohlenen Bücher
| Folge | (c)  | Gäste                                        | Bücher | Erstausstrahlung      |
| ----- | ---- | -------------------------------------------- | --- | --------------------- |
| 1     | 2003 | Cordula Stratmann und Matze Knop             | - David Sedaris: Ich einen Tag sprechen hübsch. - Nick Hornby: Fever Pitch. - Dietmar Wischmeyer: Das Paradies der Bekloppten und Bescheuerten. | 05.12.2004 WDR        |
| 2     | 2004 | Barbara Schöneberger und Hugo Egon Balder    | - David Foster Wallace: Schrecklich amüsant -- aber in Zukunft ohne mich. - Dieter Hildebrandt: Vater unser -- gleich nach der Werbung. - Christopher Moore: Die Bibel nach Biff. | 12.12.2004 WDR        |
| 3     | 2004 | Annette Frier und Ingo Oschmann              | - Jan Weiler: Maria, ihm schmeckt’s nicht! - Walter Moers: Der Fönig. - Philip Ardagh: Schlimmes Ende. | 19.12.2004 WDR        |
| 4     | 2004 | Ludger Stratmann und Eckart von Hirschhausen | - Frank Goosen: Mein Ich und sein Leben. - Robert Gernhardt, Klaus Cäsar Zehrer: Hell und Schnell. 555 komische Gedichte aus 5 Jahrhunderten. - Midas Dekkers: An allem nagt der Zahn der Zeit. | 28.11.2004 WDR        |
| 5     | 2005 | Dirk Bach                                    | - Fanny Müller: Keks, Frau K. und Katastrophen. - Harald Martenstein: Vom Leben gezeichnet. | 27.11.2005 WDR        |
| 6     | 2005 | Jochen Busse                                 | - Ernst Augustin: Schule der Nackten. - Heinz Strunk: Fleisch ist mein Gemüse. | 04.12.2005 WDR        |
| 7     | 2005 | Hella von Sinnen                             | - Santo Cilauro, Rob Sitch, Tom Gleisner: Molwanîen. Land des schadhaften Lächelns. - Morten Feldmann: Der perfekte Mann. | 11.12.2005 WDR        |
| 8     | 2005 | Hape Kerkeling                               | - Tommy Jaud: Vollidiot. - Robert Gernhardt: Reim & Zeit. | 18.12.2005 WDR        |
| 9     | 2006 | Harald Schmidt                               | - Sarah Kuttner: Das oblatendünne Eis des halben Zweidrittelwissens. - Tilman Spengler: Wenn Männer sich verheben. | 25.11.2006 WDR        |
| 10    | 2006 | Annette Frier                                | - Douglas Adams: Die letzten ihrer Art. - Carl Hiaasen: Der Reinfall. | 02.12.2006 WDR        |
| 11    | 2006 | Ralf Schmitz                                 | - Arto Paasilinna: Im Jenseits ist die Hölle los. - Sue Townsend: Adrian Mole und die Achse des Bösen. | 09.12.2006 WDR        |
| 12    | 2006 | Cordula Stratmann                            | - William Kotzwinkle: Ein Bär will nach oben. - Max Goldt: Für Nächte am offenen Fenster | 16.12.2006 WDR        |
| 13    | 2007 | Bernhard Hoecker                             | - A. J. Jacobs: Britannica & ich. - William Martin Russell: Der Fliegenfänger. | 30.06.2007 WDR        |
| 14    | 2007 | Martina Brandl                               | - Martina Brandl: Halbnackte Bauarbeiter. - Simon Borowiak: Alk – Fast ein medizinisches Sachbuch. | 07.07.2007 WDR        |
| 15    | 2007 | Vince Ebert                                  | - Eckart von Hirschhausen: Arzt-Deutsch / Deutsch-Arzt. - Michael Klonovsky: Land der Wunder. | 21.07.2007 WDR        |
| 16    | 2007 | Anka Zink                                    | - Hatice Akyün: Einmal Hans mit scharfer Soße. - Horst Evers: Gefühltes Wissen. | 28.07.2007 WDR        |
| 17    | 2007 | Ralph Morgenstern                            | - Harald Martenstein: Wachsen Ananas auf Bäumen? - Axel Marquardt: Anselm im Glück. | 02.12.2007 WDR, 23:40 |
| 18    | 2007 | Carolin Kebekus                              | - Katinka Buddenkotte: Ich hatte sie alle. - Matthias Sachau: Schief gewickelt. | 09.12.2007 WDR, 23:40 |
| 19    | 2007 | Bernd Stelter                                | - Pete McCarthy: McCarthy's Bar. - Dietmar Wischmeyer: Zweite Reise durch das Land der Bekloppten und Bescheuerten. | 16.12.2007 WDR, 23:40 |
| 20    | 2007 | Michael Kessler                              | - Jörg Uwe Sauer: Uniklinik. - Woody Allen: Pure Anarchie. | 23.12.2007 WDR        |
| 21    | 2008 | Götz Alsmann                                 | - Alexandre Dumas: Gefährliche Reise durch den wilden Kaukasus 1858 bis 1859. - Attik Kargar: Zeltene Tiere. - Teddy Skittler: Die Zeichensprache der Indianer. - Mark Benecke: Lachende Wissenschaft. | 06.07.2008 WDR, 23:15 |
| 22    | 2008 | Ina Müller                                   | - Harald Martenstein: Männer sind wie Pfirsiche. - Wilfried Ahrens: Der Geschädigte liegt dem Vorgang bei. - Hanswilhelm Haefs: Handbuch des nutzlosen Wissens. - Jonathan Tropper: Mein fast perfektes Leben.                                                                                            | 13.07.2008 WDR, 23:15 |
| 23    | 2008 | Frank Goosen                                 | - David Nicholls: Keine weiteren Fragen. - Peter Köhler: Donnerwetter! Da hab' ich mich umsonst besoffen. - Ben Redelings: Ein Tor würde dem Spiel gut tun. - Horst Evers: Mein Leben als Suchmaschine.                                                                                                   | 20.07.2008 WDR, 23:15 |
| 24    | 2008 | Gerburg Jahnke                               | - Radek Knapp: Herrn Kukas Empfehlungen. - Enno Hansing: Hier liegen meine Gebeine, ich wollt’ es wären Deine. - Stephen Arnott: Du sollst nicht Deine Tante aufessen. - Lily Brett: Chuzpe. | 27.07.2008 WDR        |
| 25    | 2008 | Annette Frier                                | - Joanne Fedler: Weiberabend. - Stephan Rürup: Rürups bessere Welt. - Frank Goosen, Axel Hacke, Harald Martenstein, Christian Ankowitsch, u. v. a.: Ein Mann, eine Frage | 07.12.2008 WDR, 23:45 |
| 26    | 2008 | Carolin Kebekus                              | - Juckel Henke: Frauen, die nach Schinken stinken. - Jürgen H. Hahn: Jetzt zieh den Zipfel durch die Masche. - Horst Evers: Die Welt ist nicht immer Freitag. | 14.12.2008 WDR, 23:45 |
| 27    | 2008 | Jochen Malmsheimer                           | - Tony Hawks: Mit dem Kühlschrank durch Irland. - Robert Gernhardt: Bilden Sie mal einen Satz mit…. - Michael Schönen: Frohe Kunden. | 21.12.2008 WDR, 23:40 |
| 28    | 2008 | Janine Kunze                                 | - Martina Haag: Salto für Anfänger. - Wilfried Ahrens: Der Unfallort hat sich bereits entfernt. Neue juristische Stilblüten. - Julian Barnes: Fein gehackt und grob gewürfelt: Der Pedant in der Küche.                                                                                                   | 29.12.2008 WDR, 00:00 |
| 29    | 2009 | Ludger Stratmann                             | - Henry Glass: Weltquell des gelebten Wahnsinns: Skurrilitäten aus der Welt der Wissenschaft. - Wilfried Ahrens: Der Angeklagte erschien in Bekleidung seiner Frau. - Ildikó von Kürthy: Schwerelos. | 14.06.2009 WDR        |
| 30    | 2009 | Anka Zink                                    | - Sue Townsend: Downing Street No. 10. - Thomas Gsella: Der kleine Berufsberater. - Guy Browning: Wie man mit einer Grapefruit sein Leben verändert. | 21.06.2009 WDR, 23:25 |
| 31    | 2009 | Ralph Morgenstern                            | - Vince Ebert: Denken sie selbst! - A. Lee Martinez, Karen Gerwig: Diner des Grauens: Wir servieren Armageddon mit Pommes Frittes. - David Crombie, Falk van Helsing: Pfeifen unter Wasser streng verboten.                                                                                               | 28.06.2009 WDR        |
| 32    | 2009 | Martina Hill                                 | - Lars Niedereichholz: unknorke. - NEON: Unnützes Wissen. - Dietmar Wischmeyer: Deutschbuch -- Die Bescheuerten. | 05.07.2009 WDR        |
| 33    | 2009 | Cordula Stratmann                            | - Christine Kruttschnitt: Strange! Allein unter Amerikanern. - Felix Anschütz, Nico Degenkolb, Krischan Dietmaier, Thomas Neumann: Entschuldigung, sind Sie die Wurst? - Alan Bennett: Handauflegen. | 21.11.2009 WDR, 23:00 |
| 34    | 2009 | Uwe Lyko (alias Herbert Knebel)              | - Axel Marquardt: Was bisher geschah. - Ben Redelings: Ein Tor würde dem Spiel gut tun. - Paul Robert Smith: Gespräch mit Igel. | 28.11.2009 WDR, 23:00 |
| 35    | 2009 | Diana Staehly                                | - Sophie Andresky: Echte Männer. Was Frauen wirklich wollen. - Bob Fenster: Die Katze in der Mikrowelle. - Morten Ramsland: Hundsköpfe. | 05.12.2009 WDR, 23:00 |
| 36    | 2009 | Jörg Thadeusz                                | - Stefan Schwarz: Ich kann nicht, wenn die Katze zuschaut. - Volker Wieprecht, Robert Skuppin: Das Lexikon der verschwundenen Dinge. - Marc-Uwe Kling: Die Känguru-Chroniken. | 12.12.2009 WDR, 23:00 |
| 37    | 2010 | Katrin Bauerfeind                            | - Martin Suter: Unter Freunden und andere Geschichten aus der Business Class. - Elena Senft: Und plötzlich ist später jetzt – Vom Erwachsenwerden und nicht wollen. - Hinrich Lührssen: Raumübergreifendendes Großgrün.                                                                                   | 27.11.2010 WDR, 23:30 |
| 38    | 2010 | Oliver Welke                                 | - Dietmar Wischmeyer: Schwarzbuch der Bekloppten und Bescheuerten. - Frank Goosen: Weil Samstag ist. - Fridolin Wünsche: Warum ich immer noch keine Freunde habe – nach einer wahren Begebenheit - Matthias Nöllkes und Christian Sprang: Aus die Maus.                                                   | 27.11.2010 WDR, 24:00 |
| 39    | 2010 | Hella von Sinnen                             | - Stefan Schwarz: Hüftkreisen. - Lily Brett: New York. - Maxime Valette: Scheißleben – Alles wahr, alles witzig, solange es dir nicht passiert | 04.12.2010 WDR, 23:25 |
| 40    | 2010 | Ingo Naujoks                                 | - Frank Jöricke: Mein liebestoller Onkel, mein kleinkrimineller Vetter und der Rest der Bagage. - Stefan Schwarz: War das jetzt schon Sex? Frauen, Familie und andere Desaster. - Jule Philippi: Wir müssen den Kindern mehr Deutsch lernen – Weise Worte aus Politik und Gesellschaft.                   | 11.12.2010 WDR, 23:30 |
| 41    | 2014 | Carolin Kebekus                              | - Torsten Sträter: Der David ist dem Goliath sein Tod. - Axel Krohn, Sören Sieg: Ich bin eine Dame, Sie Arschloch! (Deutsche Dialoge mitgehört). - Sue Townsend: Die Frau, die ein Jahr im Bett blieb. - Die Profis von Radio 1: Beschränkt ist der große Bruder von Blöd – Klüger werden leicht gemacht. | 29.11.2014 WDR, 22:45 |
| 42    | 2014 | Jochen Malmsheimer                           | - Horst Evers: Wäre ich du, würde ich mich lieben. - Florian Meimberg: Auf die Länge kommt es an. - John Niven: Gott bewahre. - Oliver Kuhn, Alexandra Reinwarth, Axel Fröhlich: iDoof, youDoof, wiiDoof.                                                                                                 | 06.12.2014 WDR, 22:40 |